# Земаљско антифашистичко вијеће народног ослобођења Хрватске
Земаљско антифашистичко вијеће народног ослобођења Хрватске (скраћено ЗАВНОХ) било је највиши орган народне власти у Хрватској током Другог светског рата. На Првом заседању, одржаном у Оточцу и на Плитвичким језерима (13–14. јун 1943) ЗАВНОХ је формално преузео функцију највишега политичког органа Народноослободилачког покрета, али је де факто обављао и функцију највишег органа власти Хрватске. Председник ЗАВНОХ-а био је Владимир Назор.
Између редовних заседања ЗАВНОХ је неколико пут доносио ванредне одлуке: 20. септембра 1943. године потврдио је одлуку Окужног Народноослободилачког одбора за Истру о укључењу Истре Хрватској, а 15. априла 1944. у Сплиту је од Председништва ЗАВНОХ-а образована Влада Федералне Хрватске.

## Иницијативни одбор
У раздобљу између фебруара и априла 1943. НОВЈ је контролисала готово читаву Лику, осим града Госпића, Банију, Кордун, Горски котар и северну Далмацију, а након капитулације Италије неко време и град Сплит. У складу с новим условима ваљало је на ослобођеној територији да се устроје институције народне власти. На темељу одлука Првог заседања АВНОЈ-а у Бихаћу (5. децембар 1942), у личком селу Понору код Коренице 1. марта 1943. основан је Иницијативни одбор Земаљског антифашистичког вијећа народног ослобођења Хрватске. Један је од задатака Иницијативног одбора било решавање низа тешких животних проблема на ослобођеној територији, те руковођење пословима који квалификују Иницијативни одбор ЗАВНОХ-а као клицу будућега врховног руководства народне власти у Хрватској. Већници АВНОЈ-а из Хрватске у споразуму с Извршним одбором АВНОЈ-а предузели су иницијативу за формирање ЗАВНОХ-а (писмо од 5. децембра 1942, а Прво заседање ЗАВНОХ-а било је предвиђено за 30. јануар 1943).

## Прво заседање
Прво заседање је одржано 13. и 14. јуна 1943. године у Оточцу и Плитвичким језерима. На овом заседању ЗАВНОХ је представљен као највише политичко предатваничко тело НОБ-а Хрватске, а забран је и Извршни одбор ЗАВНОХ-а од једанаест чланова са Владимиром Назором као председником. ЗАВНОХ је донео Плитвичку резолуцију у којој су се нагласили темељни задаци НОБ-а и посебно задаци ЗАВНОХ-а. У „Прогласу народима Хрватске“, упућеном с Првог заседања, ЗАВНОХ је позвао на борбу за ослобођење од туђинске власти. Позвао је и „браћу Хрвате Истре, Задра, Ријеке и јадранских острва“. У Прогласу су били објављени оснивање и циљеви ЗАВНОХ-а.

## Истра, Задар и острва
Владимир Назор, позивајући се на право народа на самоопредељење, својом је “Одлуком о прикључењу Истре, Ријеке, Задра и осталих окупираних крајева Хрватској” од 20. септембра 1943. године потврдио одлуку Окружног НОО-а за Истру о уједињењу (Пазинске одлуке). Ништавним су тада проглашени уговори Краљевине Југославије и НДХ с Италијом, којима су Истра и други крајеви припали Италији, а италијанској мањини која онде обитава зајамчено је право на аутономију.

## Друго заседање
Друго заседање је одржано од 12. до 15. октобра 1943. године у селу Плашком у Лици. На овом заседању донесена је одлука о изградњи Нове Југославије на челу федерације у којој би Хрватска била једна од равноправних федереалних јединица. Изабран је и нови Извршни одбор ЗАВНОХ-а. Основан је и Секретаријат ЗАВНОХ-а, који је с оделима ЗАВНОХ-а, де факто обављало улогу хрватске владе, све до оснутка Народне владе Хрватске у Сплиту 1945. године. Усвојен је „Правилник о унутарњој организацији и раду ЗАВНОХ-а“.

## Треће заседање
Треће заседање је одржано 8. и 9. маја 1944. године у Топуском. На овом заседању ЗАВНОХ је конституисан као Врховно законодавно и извршно народно представничко тело и постао је највиши орган државне власти у Хрватској. На том је заседању формално утемељена Федерална Држава Хрватска. Новоусвојеним "Правилима понашања ЗАВНОХ-а", укинут је Извршни одбор, а основан је Президијум Земаљског антифашистичког вијећа народног ослобођења Хрватске. ЗАВНОХ је објавио четири уставна акта:
1. Одлука о одобрењу рада представника Хрватске у Другом засједању АВНОЈ-а, у оквиру које је прихваћена одлука о стварању заједничке федеративне државе с осталим народима Југославије на принципу националне равноправности
2. Одлука о проглашењу ЗАВНОХ-а врховним законодавним и извршним представничким органом и највишим органом државне власти Демократске Хрватске
ЗАВНОХ је једини прави државни Сабор Хрватске и представник суверенитета народа и државе Хрватске.
3. Декларација о основним правима народа и грађана Демократске Хрватске
Хрватски и српски народ имају једнака права, у сваком погледу.
Националним мањинама бит ће зајамчена њихова права.
Сви грађани у Хрватској су једнаки пред законима без обзира на националност, расу и веру.
Жене имају иста права као мушкарци.
Сваком грађанину је зајамчена особна и власничка сигурност. Зајамчено је право власништва.
4. Одлука о устроју и пословању народноослободилачких одбора и скупштина у Федералној Држави Хрватској

## Четврто заседање
Четврто заседање је одржано 24. и 25. јула 1945. у саборници на Марковом тргу у Загребу и тог дана промијењен је назив у Народни сабор Хрватске. Његов састав проширен је на већнике из свих хрватских крајева. Рад је закључио одлуком о својем распуштању и изборима за Уставотворни сабор Хрватске (1946). Председник Президијума Народнога сабора Хрватске Владимир Назор поверио је мандат за састав владе Владимиру Бакарићу, а он је предложио вишестраначку владу, која се састојала од четири представника КПХ, петорице ХСС-оваца, четворице представника Срба из Хрватске и једнога ванстраначког министра.